# Jack (roman)
 For alternative betydninger, se Jack. (Se også artikler, som begynder med Jack)
Jack er titlen på debutromanen af den svenske forfatter, rockmusiker og billedkunstner Ulf Lundell. Jack udkom i Sverige 5. april 1976. Bogen er oversat til dansk af Jannick Storm og udkommet på forlaget Lindhardt og Ringhof. 
Jack er delvist selvbiografisk og handler om den unge stockholmske boheme, Jack, og hans vilde liv i Stockholm i starten af 1970'erne samt hans forsøg på at slå igennem som forfatter og musiker. Bogen kan læses som et portræt af post-hippie generationen og er mestendels skrevet i en let og humoristisk tone, men den problematiserer også alkohol, stoffer og fri sex. I Sverige blev bogen først udgivet i 2.000 eksemplarer men solgte siden mere end 200.000. Jack omtales i bogen Tusen svenska klassiker (2009).
Bogen er filmatiseret af instruktøren Janne Haldoff. Filmen havde premiere i marts 1977. Ulf Lundell blev selv prøvefilmet i rollen som Jack, men optræder kun som statist i den endelige film.